# GUCKKASTEN
GUCKKASTEN(グッカステン)は、韓国のロックバンド。

## バンド名
GUCKKASTENは中国式万華鏡を意味するドイツ語。万華鏡の穴を覗くと広がる鮮やかな光景に着眼し、アナログな方式でサイケデリックなイメージを描き出そうとするチャレンジ精神をモチーフとしている。

## 特徴
GUCKKATENの音楽は視覚心像の強いことが特徴。

## 活動

### 韓国

#### レコード
- アルバム
  - 『Guckkasten(Before Regular Album)』 (2009)
  - 『Guckkasten』 (2010)
  - 『Frame』 (2014)
- EP
  - 『Guckkasten (EP)』 (2007)
  - 『Tagtraume』 (2011)
- シングル
  - 『Guckkasten (Single)』 (2008)
  - 『Montage』 (2012)
  - 『감염[1]』 (2014)
  - 『도둑[2]』 (2015)
  - 『Pulse』 (2016)

#### ライブ
- 単独
  - 2009 This Is Real Music
  - 2009 Goodbye Psychedelic
  - 2011 Guckkasten
  - 2011 Guckkasten Visual Art
  - 2012 Time After Time
  - 2014 FRAME
  - 2015 Squall
  - 2015 HAPPENING
- ツアー
  - 2011 Tagträume
  - 2016 Squall
- 共同企画
  - 2015 GUCKKASTEN Present「Squall X カオスの百年」in SEOUL

### 日本

#### レコード
音楽配信サイトOTOTOYにて配信されており、〈鏡〉〈赤い畑〉は日本語ver.で配信されている。両曲は無料ダウンロードが可能。
- アルバム
  - 『FRAME』 (2015)
- シングル
  - 『鏡』 (2015)
  - 『マニキュア』 (2015)
  - 『赤い畑(オリジナル)』 (2015)
  - 『赤い畑(アコースティック ver.)』 (2015)
  - 『PULSE』 (2016)

#### ライブ
- ロック・フェスティバル
  - 2012 サマーソニック
- 共同企画
  - 2016 9mm Parabellum Bullet Present「カオスの百年 X Squall」in TOKYO

## メンバー

### ハ・ヒョヌ
- 【本名】하현우 / ハ・ヒョヌ（河鉉雨）
- 【生年月日】1981年11月25日
- 【出身地】長水
- 【血液型】A型
- 【星座】いて座
- 【役割】リーダー、ボーカル、ギター、作詞、作曲、トーク
- 【性格】自信家、達弁家、努力家
- 【趣味】読書、登山、歩き旅、絵画
- 【色々】
  - GUCKKASTENの名付け親。兵役中に読んだ書籍[3]にあったグッカステンという言葉に感銘を受けたことが名付けの直接的なきっかけとだったとラジオ[4]で説明した。
  - メガネ脱着のギャップが大きく、「メガネを取れというのは下着を脱げと言うのと同じ意味」と発言[5]したことがある。
  - バンドマンにならなかったら？：詩人、衣装デザイナー、声優になりたかったと発言[6]したことがある。

覆面歌王に「町の音楽大将」として出演し、歌王に登りつめた。その後も9連勝したが、惜しくも10連勝目前にして敗れた。

### チョン・キュホ
- 【本名】전규호 / チョン・キュホ（全奎鎬）
- 【生年月日】1979年10月8日
- 【出身地】横城
- 【血液型】A型
- 【星座】てんびん座
- 【役割】ギター
- 【性格】大人しい
- 【色々】
  - GUCKKASTENのメンバー中、唯一既婚者であり、2人の息子（チョン・ハンユル、チョン・ハンギョル）のパパである。
  - 小学生の頃、鷹を飼っていた。
  - 料理が上手く、GUCKKASTENの初期メンバー（ハ・ヒョヌ、チョン・キュホ、イ・チョンギル）が横城で運営していた居酒屋では厨房を担当していた[7]。

### イ・チョンギル
- 【本名】이정길 / イ・チョンギル（李淨吉）
- 【生年月日】1982年2月17日
- 【出身地】ソウル
- 【血液型】A型
- 【星座】みずがめ座
- 【役割】ドラム、いじられ役
- 【性格】4次元、多笑症
- 【色々】
  - とにかく笑う。大声で笑う。
  - ビアディードラゴン（名前はディボン）を飼っている。
  - 公演中によく上着を脱ぐ。

### キム・キボム
- 【本名】김기범 / キム・キボム（金起範）
- 【生年月日】1985年3月22日
- 【出身地】安山
- 【血液型】AB型
- 【星座】おひつじ座
- 【役割】ベース
- 【性格】照れ屋、いたずらっ子
- 【色々】
  - 人より背骨が1つ多い。
  - 高校生の頃、ハ・ヒョヌたちにしつこく押され高校を退学してバンド活動（New Unbalrace）する決意をする。しかし、意思表明のためにハ・ヒョヌに連絡しようとすると、ハ・ヒョヌは音沙汰なく入隊していた。[8]

## GUCKKASTENの前身
New Unbalance (2001)

The C.O.M. (2003)